# Bithiriña
Bithiriña (en francès i oficialment Beyrie-sur-Joyeuse), és un municipi de la Nafarroa Beherea (Baixa Navarra), un dels set territoris del País Basc, al departament dels Pirineus Atlàntics i a la regió de la Nova Aquitània. Limita amb les comunes d'Amorotze-Zokotze, Behauze i Lüküze-Altzümarta al nord, Amendüze-Unaso al nord-est, Mehaine al nord-oest, Donapaleu a l'est, Oragarre al sud-est i Landibarre al sud-oest.

## Demografia
| 1962 | 1968 | 1975 | 1982 | 1990 | 1999 |
| --- | ---- | ---- | ---- | ---- | ---- |
| 446 | 425  | 450  | 451  | 460  | 464  |
| A partir de 1962, el cens té en compte la població resident definida com a "Population sans doubles comptes" per l'INSEE |      |      |      |      |      |

## Administració
| Data d'elecció                               | Identitat            | Qualitat |
| -------------------------------------------- | -------------------- | -------- |
| Les dades anteriors a 1983 no són conegudes. |                      |          |
| 1983                                         | Richard Gaby         |          |
| 1989                                         | Jean Arrayet         |          |
| 1995                                         | Jean Claude Maintenu |          |
| 2001                                         | Jean Claude Maintenu |          |